# Gilbert de Nîmes
Pour les articles homonymes, voir Gilbert.
Gilbert est un prélat du haut Moyen Âge, seizième évêque connu de Nîmes, de 870 à 890.

## Biographie
Sous son pontificat, il mène, à partir de 876, un procès afin que le diocèse de Nîmes récupère le village de Bizac (aujourd'hui partie de la commune de Calvisson) usurpé par le seigneur Genèse. Le « plaid de Bizac » se termine en la faveur des évêques, en 892.
Plus tard, il s'empare de l'abbaye de Saint-Gilles dont il chasse l'abbé Léon. Celui-ci implore l'aide de Jean VIII, qui convoque alors un synode. Celui-ci ordonne à Gilbert de restituer ses biens à l'abbé Léon.